# میان چنارمذکور
میان چنارمذکور، روستایی از توابع بخش کبگیان شهرستان دنا در استان کهگیلویه و بویراحمد ایران است.
میان چنار مذکور نشیمن گاه چند تیره از طایفه تاس احمدی بوده و بنا بر حضور کلانتر و ریش سفیدی به نام کامذکور ( آرامگاه زنده نام کامذکور خشنوانیا هم اکنون در آرامستان همین روستا قراردارد 30.87697124,51.14926793 ) به این نام رسید.
میان چنار مذکور بین دو کوه شهنک و سیوک قرار دارد.

## جمعیت
این روستا در دهستان چنار قرار دارد و براساس سرشماری مرکز آمار ایران در سال ۱۳۸۵، جمعیت آن ۳۱ نفر (۷خانوار) بوده‌است.